# Marele Premiu al Marii Britanii din 2023
Marele Premiu al Marii Britanii din 2023 (cunoscut oficial ca Formula 1 Aramco British Grand Prix 2023) a fost o cursă auto de Formula 1 ce s-a desfășurat pe 9 iulie 2023 pe  circuitul Silverstone din Silverstone, Regatul Unit. Cursa a fost cea de-a zecea etapă a Campionatului Mondial de Formula 1 al FIA din 2023.
Liderul campionatului, Max Verstappen, a plecat din al cincilea său pole position consecutiv al sezonului. A reușit să își adjudece și victoria, dar și cel mai rapid tur al cursei, realizând al doilea hat-trick consecutiv (pole, victorie și tur rapid). Lando Norris de la McLaren-Mercedes a terminat în spatele său, pe locul 2, iar septuplul campion mondial Lewis Hamilton a încheiat podiumul. Obținând această victorie, Red Bull Racing a ajuns la 11 victorii consecutive, o serie începută în sezonul trecut la Marele Premiu de la Abu Dhabi și a egalat un record vechi de peste 30 de ani. În 1988, McLaren a reușit tot 11 victorii consecutive în primele unsprezece curse ale sezonului.

## Context
Furnizorul de anvelope Pirelli a adus compușii de anvelope C1, C2 și C3 (denumiți dur, mediu și, respectiv, moale) pentru ca echipele să le folosească la eveniment.

## Calificări
Calificările pentru Marele Premiu au avut loc pe 8 iulie 2023 începând cu ora locală 15:00 (UTC+1), ora 17:00 ora României.
| Poz.                  | Nr. | Pilot            | Constructor                  | Timpi calificări | Timpi calificări | Timpi calificări | Grila finală |
| Poz.                  | Nr. | Pilot            | Constructor                  | Q1               | Q2               | Q3               | Grila finală |
| --------------------- | --- | ---------------- | ---------------------------- | ---------------- | ---------------- | ---------------- | ------------ |
| 1                     | 1   | Max Verstappen   | Red Bull Racing-Honda RBPT   | 1:29,428         | 1:27,702         | 1:26,720         | 1            |
| 2                     | 4   | Lando Norris     | McLaren-Mercedes             | 1:28,917         | 1:28,042         | 1:26,961         | 2            |
| 3                     | 81  | Oscar Piastri    | McLaren-Mercedes             | 1:29,874         | 1:27,845         | 1:27,092         | 3            |
| 4                     | 16  | Charles Leclerc  | Ferrari                      | 1:29,143         | 1:28,361         | 1:27,136         | 4            |
| 5                     | 55  | Carlos Sainz Jr. | Ferrari                      | 1:29,865         | 1:28,265         | 1:27,148         | 5            |
| 6                     | 63  | George Russell   | Mercedes                     | 1:29,412         | 1:28,782         | 1:27,155         | 6            |
| 7                     | 44  | Lewis Hamilton   | Mercedes                     | 1:29,415         | 1:28,545         | 1:27,211         | 7            |
| 8                     | 23  | Alexander Albon  | Williams-Mercedes            | 1:29,466         | 1:28,067         | 1:27,530         | 8            |
| 9                     | 14  | Fernando Alonso  | Aston Martin Aramco-Mercedes | 1:29,949         | 1:28,368         | 1:27,659         | 9            |
| 10                    | 10  | Pierre Gasly     | Alpine-Renault               | 1:29,533         | 1:28,751         | 1:27,689         | 10           |
| 11                    | 27  | Nico Hülkenberg  | Haas-Ferrari                 | 1:29,603         | 1:28,896         | N/A              | 11           |
| 12                    | 18  | Lance Stroll     | Aston Martin Aramco-Mercedes | 1:29,448         | 1:28,935         | N/A              | 12           |
| 13                    | 31  | Esteban Ocon     | Alpine-Renault               | 1:29,700         | 1:28,956         | N/A              | 13           |
| 14                    | 2   | Logan Sargeant   | Williams-Mercedes            | 1:29,873         | 1:29,031         | N/A              | 14           |
| 15                    | 11  | Sergio Pérez     | Red Bull Racing-Honda RBPT   | 1:29,968         | N/A              | N/A              | 15           |
| 16                    | 22  | Yuki Tsunoda     | AlphaTauri-Honda RBPT        | 1:30,025         | N/A              | N/A              | 16           |
| 17                    | 24  | Zhou Guanyu      | Alfa Romeo-Ferrari           | 1:30,123         | N/A              | N/A              | 17           |
| 18                    | 21  | Nyck de Vries    | AlphaTauri-Honda RBPT        | 1:30,513         | N/A              | N/A              | 18           |
| 19                    | 20  | Kevin Magnussen  | Haas-Ferrari                 | 1:32,378         | N/A              | N/A              | 19           |
| DSC                   | 77  | Valtteri Bottas  | Alfa Romeo-Ferrari           | 1:29,798         | Fără timp        | N/A              | 20           |
| Regula 107%: 1:35,141 |     |                  |                              |                  |                  |                  |              |
| Sursa:                |     |                  |                              |                  |                  |                  |              |

Note
- ^1 – Valtteri Bottas s-a calificat pe locul 15, dar a fost descalificat deoarece mașina lui nu a putut furniza o mostră de 1 litru de combustibil. I s-a permis să concureze la discreția comisariilor de cursă.[6]
- ^2 – Deoarece calificările s-au desfășurat pe o pistă udă, regula 107% nu era în vigoare.[7]

## Cursă
Cursa a avut loc pe 9 iulie 2023 începând cu ora locală 15:00 (UTC+1), ora 17:00 ora României, cu distanța de 52 de tururi.
| Poz.                                                                                 | Nr. | Pilot            | Constructor                  | Tururi | Timp/Retras      | Grilă | Puncte |
| ------------------------------------------------------------------------------------ | --- | ---------------- | ---------------------------- | ------ | ---------------- | ----- | ------ |
| 1                                                                                    | 1   | Max Verstappen   | Red Bull Racing-Honda RBPT   | 52     | 1:25:16,938      | 1     | 26     |
| 2                                                                                    | 4   | Lando Norris     | McLaren-Mercedes             | 52     | +3,798           | 2     | 18     |
| 3                                                                                    | 44  | Lewis Hamilton   | Mercedes                     | 52     | +6,783           | 7     | 15     |
| 4                                                                                    | 81  | Oscar Piastri    | McLaren-Mercedes             | 52     | +7,776           | 3     | 12     |
| 5                                                                                    | 63  | George Russell   | Mercedes                     | 52     | +11,206          | 6     | 10     |
| 6                                                                                    | 11  | Sergio Pérez     | Red Bull Racing-Honda RBPT   | 52     | +12,882          | 15    | 8      |
| 7                                                                                    | 14  | Fernando Alonso  | Aston Martin Aramco-Mercedes | 52     | +17,193          | 9     | 6      |
| 8                                                                                    | 23  | Alexander Albon  | Williams-Mercedes            | 52     | +17,878          | 8     | 4      |
| 9                                                                                    | 16  | Charles Leclerc  | Ferrari                      | 52     | +18,689          | 4     | 2      |
| 10                                                                                   | 55  | Carlos Sainz Jr. | Ferrari                      | 52     | +19,448          | 5     | 1      |
| 11                                                                                   | 2   | Logan Sargeant   | Williams-Mercedes            | 52     | +23,632          | 14    |        |
| 12                                                                                   | 77  | Valtteri Bottas  | Alfa Romeo-Ferrari           | 52     | +25,830          | 20    |        |
| 13                                                                                   | 27  | Nico Hülkenberg  | Haas-Ferrari                 | 52     | +26,663          | 11    |        |
| 14                                                                                   | 18  | Lance Stroll     | Aston Martin Aramco-Mercedes | 52     | +27,483          | 12    |        |
| 15                                                                                   | 24  | Zhou Guanyu      | Alfa Romeo-Ferrari           | 52     | +29,820          | 17    |        |
| 16                                                                                   | 22  | Yuki Tsunoda     | AlphaTauri-Honda RBPT        | 52     | +31,225          | 16    |        |
| 17                                                                                   | 21  | Nyck de Vries    | AlphaTauri-Honda RBPT        | 52     | +33,128          | 18    |        |
| 18                                                                                   | 10  | Pierre Gasly     | Alpine-Renault               | 49     | Avarii           | 10    |        |
| Ab                                                                                   | 20  | Kevin Magnussen  | Haas-Ferrari                 | 31     | Motor            | 19    |        |
| Ab                                                                                   | 31  | Esteban Ocon     | Alpine-Renault               | 9      | Scurgere de ulei | 13    |        |
| Cel mai rapid tur: Max Verstappen (Red Bull Racing-Honda RBPT) – 1:30,275 (turul 42) |     |                  |                              |        |                  |       |        |
| Sursa:                                                                               |     |                  |                              |        |                  |       |        |

Note
- ^1 – Include un punct pentru cel mai rapid tur.[9]
- ^2 – Lance Stroll a terminat pe locul 11, dar a primit o penalizare de cinci secunde pentru că a provocat o coliziune cu Pierre Gasly.[8]
- ^3 – Pierre Gasly a fost clasificat întrucât a parcurs mai mult de 90% din distanta cursei.[8]

## Clasamentele campionatelor după cursă
|        | Poz. | Pilot            | Pct. |
| ------ | ---- | ---------------- | ---- |
|        | 1    | Max Verstappen   | 255  |
|        | 2    | Sergio Pérez     | 156  |
|        | 3    | Fernando Alonso  | 137  |
|        | 4    | Lewis Hamilton   | 121  |
|        | 5    | Carlos Sainz Jr. | 83   |
| Sursa: |      |                  |      |

|        | Poz. | Constructor                  | Pct. |
| ------ | ---- | ---------------------------- | ---- |
|        | 1    | Red Bull Racing-Honda RBPT   | 411  |
|        | 2    | Mercedes                     | 203  |
|        | 3    | Aston Martin Aramco-Mercedes | 181  |
|        | 4    | Ferrari                      | 157  |
| 1      | 5    | McLaren-Mercedes             | 59   |
| Sursa: |      |                              |      |

- Notă: Doar primele cinci locuri sunt prezentate în ambele clasamente.